# Rutas de América
Rutas de América ist ein Radsport-Etappenrennen in Uruguay.
Erstmals fand das Rennen im Jahre 1972 statt und wird seitdem jährlich im Februar ausgetragen. Das Rennen zählt zur UCI America Tour und ist in die Kategorie 2.2 eingestuft. Der Sieger der Premieren-Veranstaltung war Luis Sosa. Insgesamt erfolgreichste Teilnehmer sind mit jeweils drei Gesamtsiegen die beiden Uruguayer Carlos Alcántara (1973, 1978 und 1980) und Federico Moreira (1982, 1988 und 1997). Der Deutsche Sven Teutenberg ist mit seinem Sieg im Jahre 1996 der bislang einzige nicht aus Südamerika stammende Teilnehmer, der sich den Erfolg in der Gesamtwertung sichern konnte.

## Siegerliste
| Jahr                             | Sieger                           | Zweiter                         | Dritter                          |
| -------------------------------- | -------------------------------- | ------------------------------- | -------------------------------- |
| 1972                             | Luis Sosa                        | Roberto Vargas                  | Walter Tardáguila                |
| 1973                             | Carlos Alcántara                 | Walter Garre                    | Alberto Ferrazán                 |
| 1974                             | Waldemar Pedrazzi                | Luis Conde                      | Luis Vásquez                     |
| 1975                             | Nestor Danilo Berti              | Adán Mansilla                   | Saúl Alcántara                   |
| 1976                             | Ramón Cañete                     | Wilder Fagúndez                 | Walter Tardáguila                |
| 1977                             | Ricardo Rondán                   | Saúl Alcántara                  | Wilder Fagúndez                  |
| 1978                             | Carlos Alcántara                 | Juan da Silva                   | Gregório Gadea                   |
| 1979                             | Víctor González                  | Eduardo Rodríguez               | Héctor Scayola                   |
| 1980                             | Carlos Alcántara                 | Washington Díaz                 | Carlos Zarate                    |
| 1981                             | José Roselló                     | Washington Silva                | Juan da Silva                    |
| 1982                             | Federico Moreira                 | Eduardo Trillini                | Juan Carlos Haedo                |
| 1983                             | Pedro Pais                       | Federico Moreira                | Oswaldo Frossasco                |
| 1984                             | José Asconeguy                   | Gilson Alvaristo                | Ricardo Rondán                   |
| 1985                             | Ricardo Rondán                   | Waldemar Correa                 | Sergio Corujo                    |
| 1986                             | Wanderley Magalhães Azevedo      | Jorge Mansilla                  | Gustavo De los Santos            |
| 1987                             | Marcos Mazzaron                  | Alcides Etcheverry              | Ernesto Martínez                 |
| 1988                             | Federico Moreira                 | Carlos García                   | José Maneiro                     |
| 1989                             | Eduardo Trillini                 | Sergio Tesitore                 | Juan Eduardo Ikatch              |
| 1990                             | José Maria Orlando               | Federico Moreira                | Nicolás Galeano                  |
| 1991                             | Pablo Elizalde                   | Alejandro Beldorati             | Fernando Britos                  |
| 1992                             | Gustavo Artacho                  | Milton Wynants                  | Roberto Prezioso                 |
| 1993                             | Pablo Elizalde                   | Luís Huvat                      | Milton Wynants                   |
| 1994                             | Sergio Tesitore                  | Sergio Llamazares               | Viatcheslav Djavanian            |
| 1995                             | Gustavo Figueredo                | Claus Michael Møller            | Sergio Tesitore                  |
| 1996                             | Sven Teutenberg                  | Eduardo Camarano                | Marty Jemison                    |
| 1997                             | Federico Moreira                 | Walter Rafael Silva             | Gustavo Figueredo                |
| 1998                             | Milton Wynants                   | Daniel Fuentes                  | Hernán Cline                     |
| 1999                             | Emilio Carricondo                | Walter Pérez                    | Javier Gómez                     |
| 2000                             | Gustavo Figueredo                | Alejandro Acton                 | Carlos Quiroga                   |
| 2001                             | Javier Gómez                     | Federico Moreira                | Hernán Cline                     |
| 2002                             | Hector Gabriel Morales Rodriguez | Jorge Bravo                     | Roman Luhovyy                    |
| 2003                             | Miguel Direnna                   | Luis Alberto Martínez           | Hector Gabriel Morales Rodriguez |
| 2004                             | Matías Médici                    | Miguel Direnna                  | Luis Alberto Martínez            |
| 2005                             | Matías Médici                    | Miguel Direnna                  | Luis Alberto Martínez            |
| 2006                             | Elanio Rodríguez                 | Luis Alberto Martínez           | Sebastián Cancio                 |
| 2007                             | Milton Wynants                   | Jorge Bravo                     | Richard Mascarañas               |
| 2008                             | Cristian Villanueva              | Mauricio Gonzalo Maquia Cuestas | Álvaro Tardáguila                |
| 2009                             | Hernán Cline                     | Ramiro Cabrera                  | Daniel Fuentes                   |
| 2010                             | Hernán Cline                     | Magno Nazaret                   | Richard Mascarañas               |
| 2011                             | Jorge Soto                       | Néstor Pías                     | Jorge Bravo                      |
| 2012                             | Jorge Soto                       | Alan Presa                      | Matías Médici                    |
| 2013                             | Laureano Rosas                   | Roderick Asconeguy              | Néstor Pías                      |
| 2014                             | Héctor Aguilar                   | Alan Presa                      | Román Mastrángelo                |
| 2015                             | Néstor Pías                      | Alan Presa                      | Bilker Castro                    |
| 2016                             | Héctor Aguilar                   | Roderick Asconeguy              | Carlos Cabrera Presentado        |
| 2017                             | Matías Médici                    | Alan Presa                      | Ignacio Maldonado                |
| 2018                             | Alan Presa                       | Ignacio Maldonado               | Néstor Pías                      |
| 2019                             | Alan Presa                       | Agustín Moreira                 | Anderson Maldonado               |
| 2020                             | Agustín Moreira                  | Robert Méndez                   | Andrés Rodríguez                 |
| Abgesagt wegen COVID-19-Pandemie |                                  |                                 |                                  |
| 2022                             | Jorge Giacinti                   | Agustín Moreira                 | Roderick Asconeguy               |